# Кулон (лунный кратер)
Кратер Кулон (лат. Coulomb) — большой древний ударный кратер в северном полушарии обратной стороны Луны. Название присвоено в честь французского военного инженера и учёного-физика Шарля де Кулона (1736—1806)  и утверждено Международным астрономическим союзом в 1970 г. Образование кратера относится к нектарскому периоду.

## Описание кратера

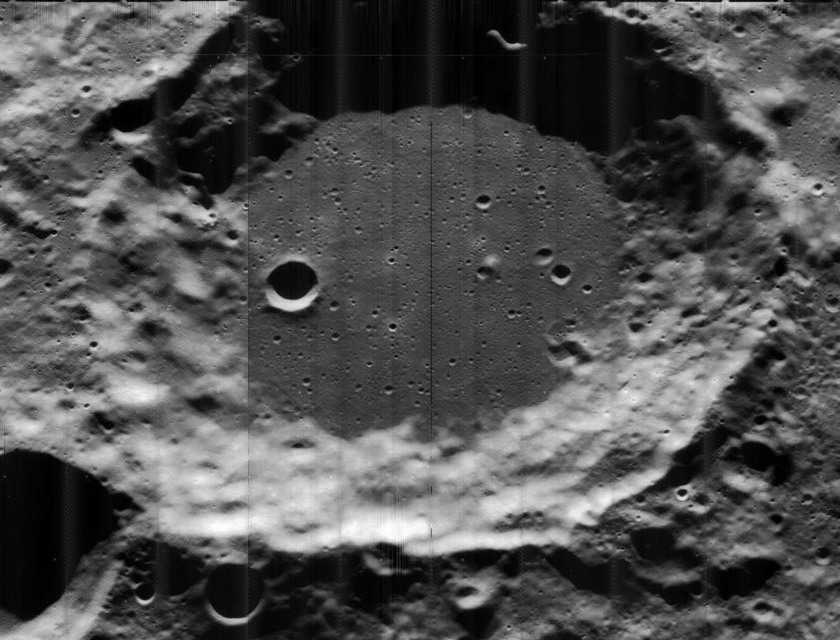
Снимок зонда Lunar Orbiter - V (север справа).

Ближайшими соседями кратера Кулон являются кратер Крамерс на западе; кратер Дайсон на северо-западе; кратер Зигмонди на северо-востоке; кратер Эллисон на востоке и кратер Сартон на юго-западе. Селенографические координаты центра кратера 54°28′ с. ш. 115°00′ з. д. / 54,46° с. ш. 115° з. д., диаметр 60,5 км, глубина 2,8 км.
Кратер Кулон имеет полигональную форму и находится в северо-восточной части бассейна Кулон – Сартон диаметром 530 км.. Вал сглажен, но сохранил достаточно четкие очертания кромки, широкий внутренний склон со следами террасовидной структуры. Массивный внешний склон вала достигает ширины в треть диаметра кратера. С северо-западной стороны к внешнему валу примыкает сателлитный кратер Кулон V (см. ниже), симметрично по отношению к нему к юго-восточной части внешнего вала примыкает сателлитный кратер Кулон J. Высота вала над окружающей местностью достигает 1410 м, объем кратера составляет приблизительно 7600 км³. Дно чаши ровное, вероятно затопленное лавой, отмечено лишь несколькими мелкими кратерами из которых наиболее заметен кратер в южной части чаши. 

## Сателлитные кратеры
| Кулон | Координаты                                              | Диаметр, км |
| ----- | ------------------------------------------------------- | ----------- |
| C     | 57°10′ с. ш. 111°23′ з. д. / 57,17° с. ш. 111,38° з. д. | 34,2        |
| J     | 52°58′ с. ш. 112°02′ з. д. / 52,97° с. ш. 112,04° з. д. | 33,7        |
| N     | 50°19′ с. ш. 116°01′ з. д. / 50,32° с. ш. 116,01° з. д. | 30,6        |
| P     | 50°16′ с. ш. 117°44′ з. д. / 50,26° с. ш. 117,74° з. д. | 35,7        |
| V     | 55°17′ с. ш. 118°23′ з. д. / 55,28° с. ш. 118,38° з. д. | 33,1        |
| W     | 56°10′ с. ш. 120°55′ з. д. / 56,16° с. ш. 120,91° з. д. | 32,8        |

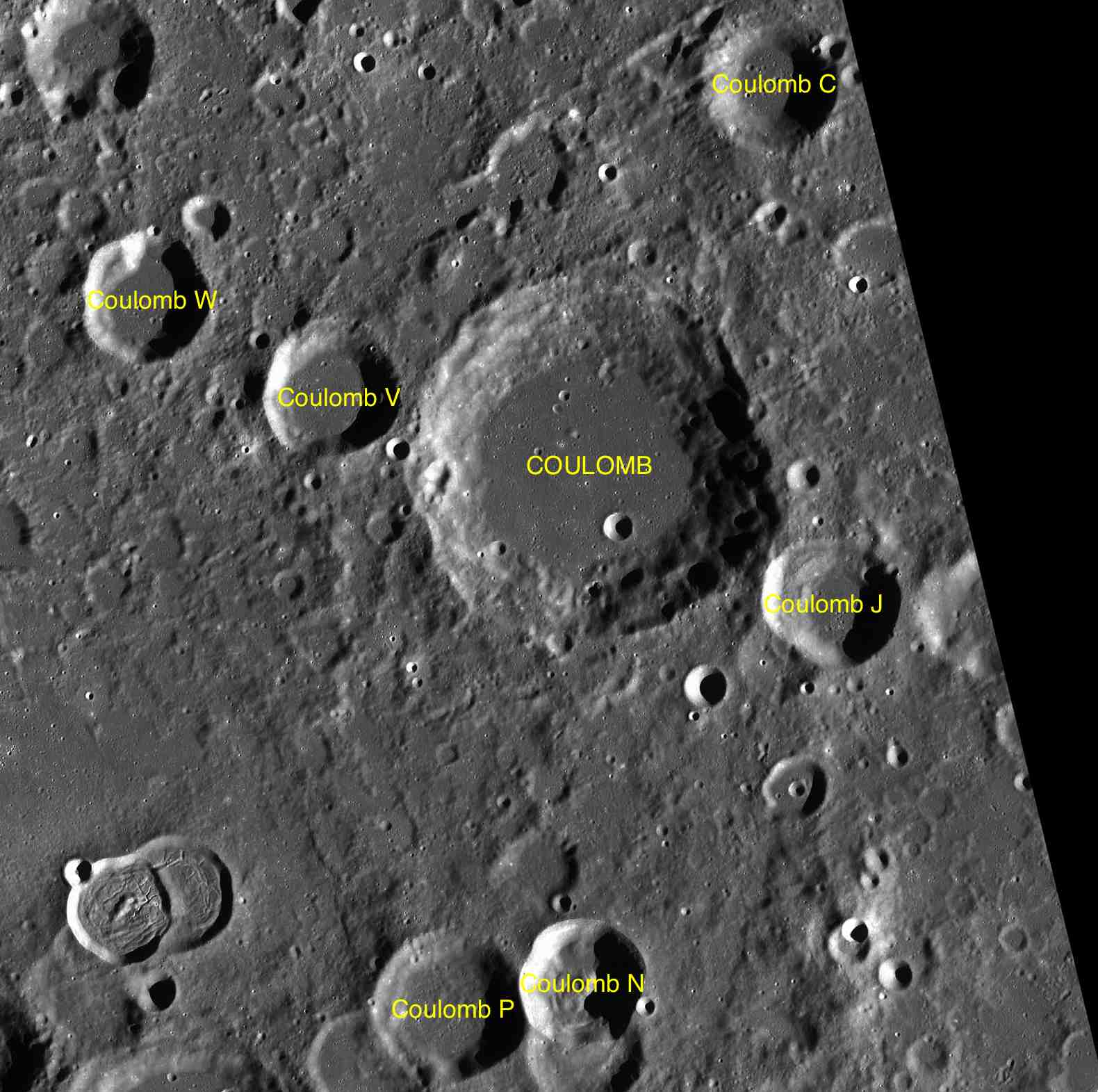
Фрагмент карты LAC-20.

- Образование сателлитных кратеров Кулон C и P относится к нектарскому периоду[1].
- Образование сателлитного кратера Кулон N относится к позднеимбрийскому периоду[1].

## См.также
- Список кратеров на Луне
- Лунный кратер
- Морфологический каталог кратеров Луны
- Планетная номенклатура
- Селенография
- Минералогия Луны
- Геология Луны
- Поздняя тяжёлая бомбардировка